# نيل فريمان
نيل فريمان (بالإنجليزية: Neil Freeman)‏ (16 فبراير 1955 بنورثامبتون في المملكة المتحدة - ) هو لاعب كرة قدم بريطاني في مركز حراسة المرمى. لعب مع برمنغهام سيتي وغريمسبي تاون ونادي أرسنال ونادي بيتربورو يونايتد ونادي ساوثيند يونايتد ونادي نورثامبتون تاون ونادي والسول وهدرسفيلد تاون.

## وصلات خارجية
- نيل فريمان على موقع قاعدة بيانات كرة القدم.إي يو (الإنجليزية)